# Velyka Lepetyka (huyện)
Huyện Velyka Lepetyka (tiếng Ukraina: Великолепетиський район, chuyển tự: Velyka Lepetykas’kyi raion) là một huyện của tỉnh Kherson thuộc Ukraina. Huyện Velyka Lepetyka có diện tích 1000 kilômét vuông, dân số theo điều tra dân số ngày 5 tháng 12 năm 2001 là 20660 người với mật độ 21 người/km2. Trung tâm huyện nằm ở Velyka Lepetykha.